# Многоракурсность
Многоракурсность — свойство многостереопарной автостереограммы или голограммы, позволяющее «оглядывать» снятый объект с разных сторон. При рассматривании такого изображения, каждому положению глаз наблюдателя соответствует свой ракурс, благодаря чему обеспечивается бинокулярность и возможность наблюдения объекта под разными углами. Таким образом, наклон автостереограммы на некоторый угол позволяет увидеть снятые предметы с другого ракурса, тогда как поворот обычной фотографии никак не меняет изображение. Полноценная многоракурсность свойственна интегральной фотографии и, в наибольшей мере, голографии, фиксирующей волновую картину светового поля. 
При создании многоракурсной автостереограммы, названной своим изобретателем Гербертом Айвсом (англ. Herbert Eugene Ives) «параллакс-панорамограмма», снимается несколько стереопар с разных точек, например, спереди и с разных сторон под небольшими углами. Панорамограмма может быть как дискретной, так и непрерывной. В первом случае съёмка происходит с конечного числа ракурсов, разделённых промежутками. Непрерывная панорамограмма снимается специальным фотоаппаратом, движущимся по дуге одновременно с перемещением кодирующего растра перед фотоматериалом, и обеспечивает непрерывную автостереоскопию и плавную смену ракурса при смещении наблюдателя. 
Изготовление многоракурсных стереограмм чаще всего выполняется методами лентикулярной печати. Наборы отснятых с разных точек фотоснимков дискретных ракурсов пригодны также для получения составных (мультиплексных) голограмм. В обоих случаях доступна лишь частичная многоракурсность, поскольку все доступные ракурсы лежат только в горизонтальной плоскости, в которой происходило перемещение съёмочной камеры. Смещение головы наблюдателя вверх или вниз не даёт эффекта «оглядывания». По этим же причинам бинокулярность обеспечивается только в горизонтальной плоскости, перпендикулярно которой изображение выглядит «плоским». Вертикальная многоракурсность и бинокулярность доступны только в классической голографии Френеля и интегральной фотографии, позволяющих неограниченно менять точку обзора в пределах физических размеров снимка.